# ブノワ・ドゥローム
ブノワ・ドゥローム（Benoît Delhomme、1961年8月28日 - ）は、フランスの撮影監督、画家である。日本語では「ブノワ・デローム」とも表記される。
ルイ・リュミエール国立高等学校を卒業した。『青いパパイヤの香り』や『博士と彼女のセオリー』、『誰よりも狙われた男』などの撮影を担当したことで知られている。

## フィルモグラフィー

### 長編映画
- 青いパパイヤの香り Mùi đu đủ xanh （1993年）
- シクロ Xích Lô （1995年）
- 猫が行方不明 Chacun cherche son chat （1996年）
- 家族の気分 Un air de famille （1996年）
- アルテミシア Artemisia （1997年）
- いつまでも二人で With or Without You （1999年）
- 5シリングの真実 The Winslow Boy （1999年）
- セクシュアル・イノセンス The Loss of Sexual Innocence （1999年）
- 仮面令嬢 Miss Julie （1999年）
- 発禁本 SADE Sade （2000年）
- ふたつの時、ふたりの時間 你那邊幾點 （2001年）
- 青い夢の女 Mortel transfert （2001年）
- イザベル・アジャーニの惑い Adolph （2002年）
- アイドル 欲望の餐宴 L'Idole （2002年）
- レッドナイト Rencontre avec le dragon （2003年）
- ヴェニスの商人 The Merchant of Venice （2004年）
- プロポジション 血の誓約 The Proposition （2005年）
- こわれゆく世界の中で Breaking and Entering （2006年）
- 1408号室 1408 （2007年）
- 縞模様のパジャマの少年 The Boy in the Striped Pyjamas （2008年）
- Chatroom/チャットルーム Chatroom （2010年）
- シャンハイ Shanghai （2010年）
- ワン・デイ 23年のラブストーリー One Day （2011年）
- 陰謀の代償 N.Y.コンフィデンシャル The Son of No One （2011年）
- 欲望のバージニア Lawless （2012年）
- 博士と彼女のセオリー The Theory of Everything （2014年）
- 誰よりも狙われた男 A Most Wanted Man （2014年）
- ニュートン・ナイト 自由の旗をかかげた男 Free State of Jones （2016年）
- 永遠の門 ゴッホの見た未来 At Eternity's Gate （2018年）
- MINAMATA-ミナマタ- Minamata （2020年公開予定）

## 受賞
- 2005年 - 第47回オーストラリア映画協会賞 撮影賞（『プロポジション 血の誓約』）[6]